# Arethaea mescalero
Arethaea mescalero är en insektsart som beskrevs av Morgan Hebard 1936. Arethaea mescalero ingår i släktet Arethaea och familjen vårtbitare. Inga underarter finns listade i Catalogue of Life.